# Hirics
Hirics is een plaats (község) en gemeente in het Hongaarse comitaat Baranya. Hirics telt 267 inwoners (2001).